# گرگ فالکلند
گرگ فالکلند (نام علمی: Dusicyon australis) تنها پستاندار بومی خشکی‌زی در جزایر فالکلند بود. این سگ‌سان بومی این جزایر در سال ۱۸۷۶ منقرض شد و نخستین گونهٔ شناخته‌شده از سگ‌سانان بود که به انقراض رسید.
زمانی تصور می‌شد که نزدیک‌ترین خویشاوند این جانور، گونه‌های روباه‌های آمریکای جنوبی مانند روباه آند است که در زمان‌های جدید به جزایر فالکلند معرفی شدند. اما تحلیل تبارزایی دی‌ان‌ای در سال ۲۰۰۹ نشان داد که نزدیک‌ترین خویشاوند زندهٔ گرگ فالکلند، گرگ یال‌دار (Chrysocyon brachyurus) است؛ گونه‌ای از سگ‌سانان بلندپا و شبیه روباه که در آمریکای جنوبی می‌زیَد و حدود ۶٫۷ میلیون سال پیش از گرگ فالکلند جدا شده است. با این حال، گرگ فالکلند تنها حدود ۱۶٬۰۰۰ سال پیش از نیای قاره‌ای خود یعنی Dusicyon avus جدا شده است. گونهٔ Dusicyon avus تا حدود ۴۰۰ سال پیش در قارهٔ آمریکای جنوبی باقی مانده بود.
گرگ فالکلند هم در غرب و هم در فالکلند شرقی زیست می‌کرد. چارلز داروین مطمئن نبود که آیا این جمعیت‌ها گونه‌های متفاوت یا زیرگونه‌ای از یکدیگر هستند. خز این جانور دارای رنگ خاکی مایل به قهوه‌ای بود و نوک دمش سفید. رژیم غذایی آن مشخص نیست، اما با توجه به نبود جونده بومی در جزایر، احتمالاً از لاشه در کناره‌ها، پرندگان آشیانه‌ساز زمینی مانند غازها و پنگوئنها، توله‌های فک و حشره‌ها تغذیه می‌کرد. گفته می‌شود که احتمالاً در سوراخ‌هایی در زمین زندگی می‌کرد.

## پیشینه

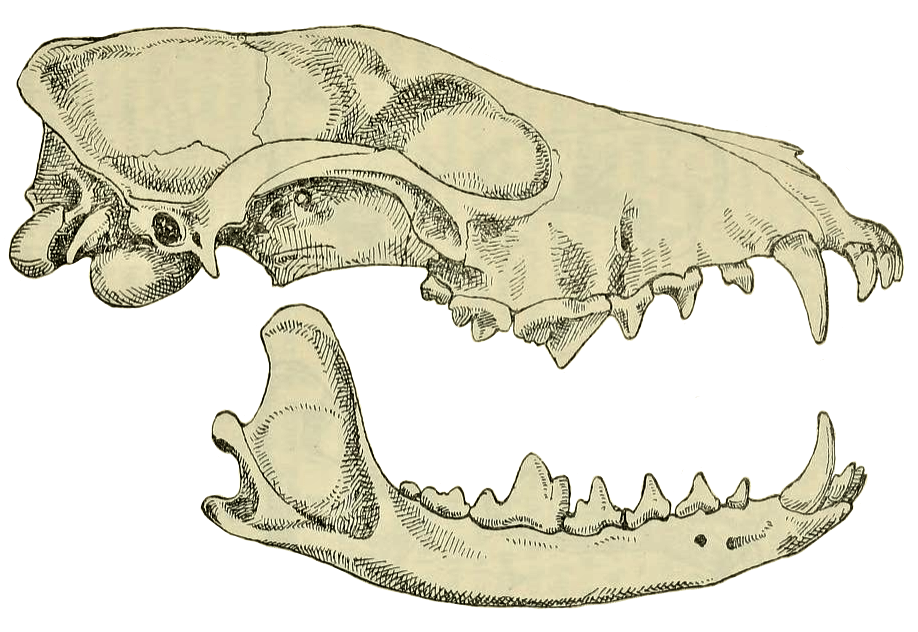
جمجمه

نخستین مشاهدهٔ ثبت‌شده از گرگ فالکلند توسط ناخدا جان استرانگ در سال ۱۶۹۰ انجام شد. او یکی از این گرگ‌ها را با خود به کشتی برد، اما این جانور بر اثر صدای شلیک توپخانهٔ کشتی ترسید و به دریا پرید و غرق شد. لویی آنتوان دو بوگنویل، بنیان‌گذار نخستین سکونت‌گاه در فالکلند، این جانور را loup-renard (یعنی «گرگ–روباه») نامید.

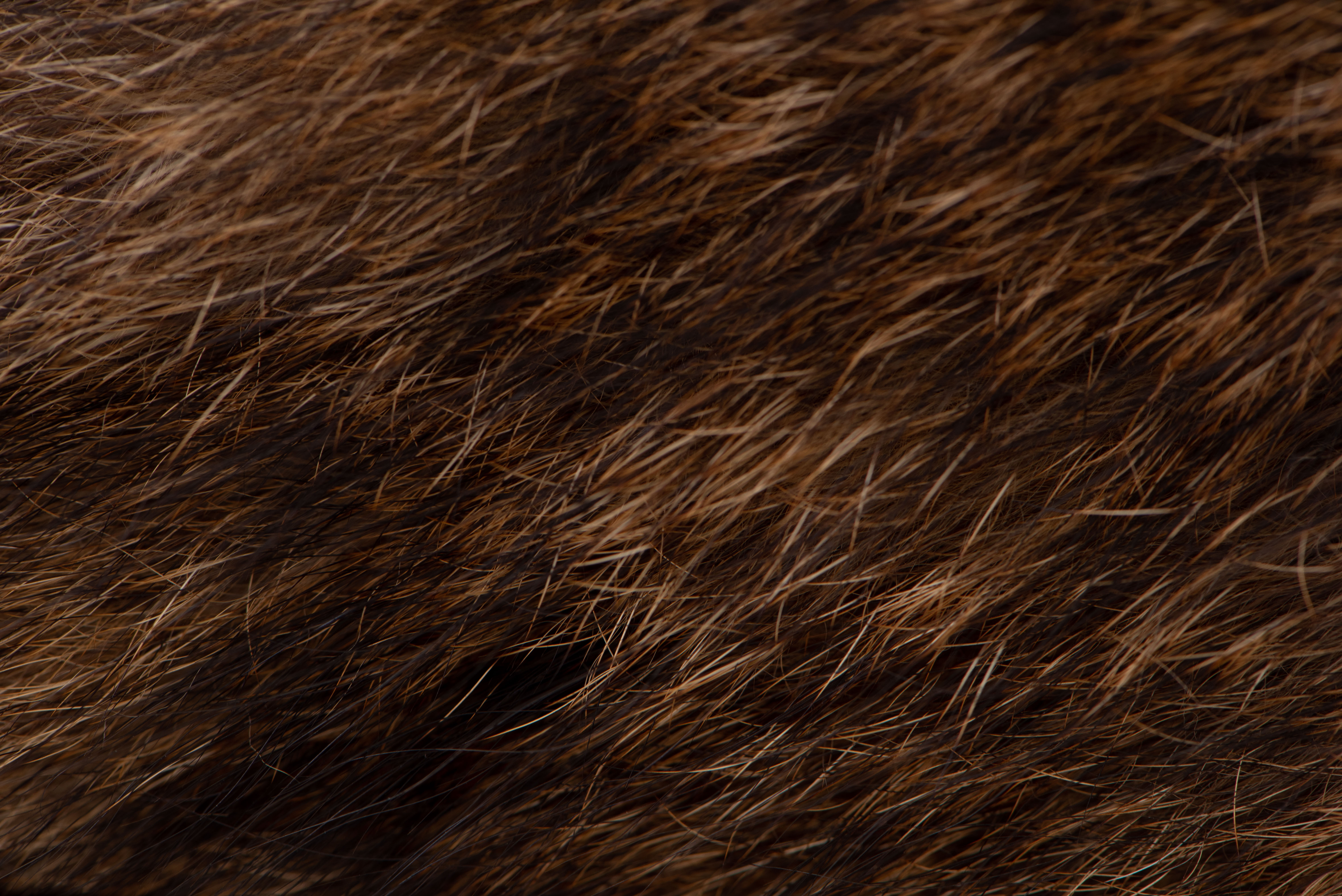
گرگ فالکلند به‌دلیل پوستش شکار می‌شد.

هنگامی که چارلز داروین در سال ۱۸۳۳ به این جزایر سفر کرد، این گونه هنوز در هر دو جزیرهٔ شرقی و غربی یافت می‌شد و رفتاری اهلی داشت. با این حال، در آن زمان جمعیت آن در فالکلند شرقی بسیار کم شده بود و در فالکلند غربی نیز به‌سرعت رو به کاهش بود. تا سال ۱۸۶۵، گرگ فالکلند دیگر در شرق فالکلند شرقی یافت نمی‌شد. داروین پیش‌بینی کرده بود که این جانور مانند دودو به‌زودی منقرض خواهد شد.
گرگ فالکلند به‌دلیل پوست باارزشش شکار می‌شد و ساکنان آن را تهدیدی برای گوسفندهای خود می‌دانستند و آن را مسموم می‌کردند. با این حال، به‌نظر می‌رسد این باور نادرست بوده، چرا که گوسفندها گرگ فالکلند را در شب با سگ اشتباه می‌گرفتند و از وحشت به درون مرداب‌ها و باتلاق‌ها فرار می‌کردند و گم می‌شدند. در نبود جنگل‌هایی برای پنهان شدن و بی‌واکنشی نسبت به انسان‌ها، به‌راحتی می‌شد با تکه‌ای گوشت در یک دست، آن را نزدیک کرد و با چاقو یا چوب در دست دیگر کشت. بااین‌حال، گاهی از خود دفاع می‌کرد، چنان‌که دریاسالار جرج گری در ۱۷ دسامبر ۱۸۳۶ در پورت ادگار نوشت که سگی به نام «پایلوت» با یکی از این گرگ‌ها درگیر شد و پایش به شدت گاز گرفته شد.
در سال ۱۸۶۸، یک نمونه زنده از این جانور به باغ‌وحش لندن فرستاده شد. نمونه‌ای دیگر نیز در سال ۱۸۷۰ وارد شد. هیچ‌یک از آن‌ها مدت زیادی زنده نماندند. امروزه تنها چند نمونهٔ موزه‌ای از این گونه در جهان وجود دارد.
در سال ۱۸۸۰، پس از انقراض گرگ فالکلند، توماس هنری هاکسلی آن را مرتبط با کایوت دانست. در سال ۱۹۱۴، اولدفیلد توماس آن را در سردهٔ Dusicyon طبقه‌بندی کرد؛ همان گروهی که روباه آند و سایر روباه‌های آمریکای جنوبی نیز در آن بودند (گرچه اکنون آن‌ها به سرده‌ای جدا منتقل شده‌اند).

### توصیف داروین
داروین در سفر خود به فالکلند در سال ۱۸۳۴ در کتاب سفر بیگل دربارهٔ Canis antarcticus نوشت:
تنها جانور چهارپای بومی جزیره، روباه بزرگی است شبیه گرگ که هم در فالکلند شرقی و هم در فالکلند غربی یافت می‌شود. هیچ شکی ندارم که گونه‌ای خاص و منحصر به این مجمع‌الجزایر است، چرا که بسیاری از گائوچوها، سرخ‌پوستان و شکارچیان فک که به این جزایر آمده‌اند، همگی تأیید کرده‌اند که چنین جانوری در هیچ‌کجای آمریکای جنوبی وجود ندارد… به‌راحتی وارد چادرها می‌شدند و حتی گوشت را از زیر سر ملوان خوابیده می‌دزدیدند. گائوچوها اغلب آن‌ها را با گوشت در یک دست و چاقو در دست دیگر شکار می‌کردند. تا جایی که من اطلاع دارم، در هیچ‌جای دیگر جهان سابقه ندارد که چنین تکه‌زمین کوچکی، با فاصله‌ای چنین زیاد از قاره، پستانداری این‌چنین ویژه داشته باشد… تعداد آن‌ها به‌سرعت کاهش یافته؛ آن‌ها از نیمهٔ شرقی جزیره رانده شده‌اند… احتمالاً در آینده‌ای نزدیک همانند دودو به فراموشی سپرده خواهند شد.

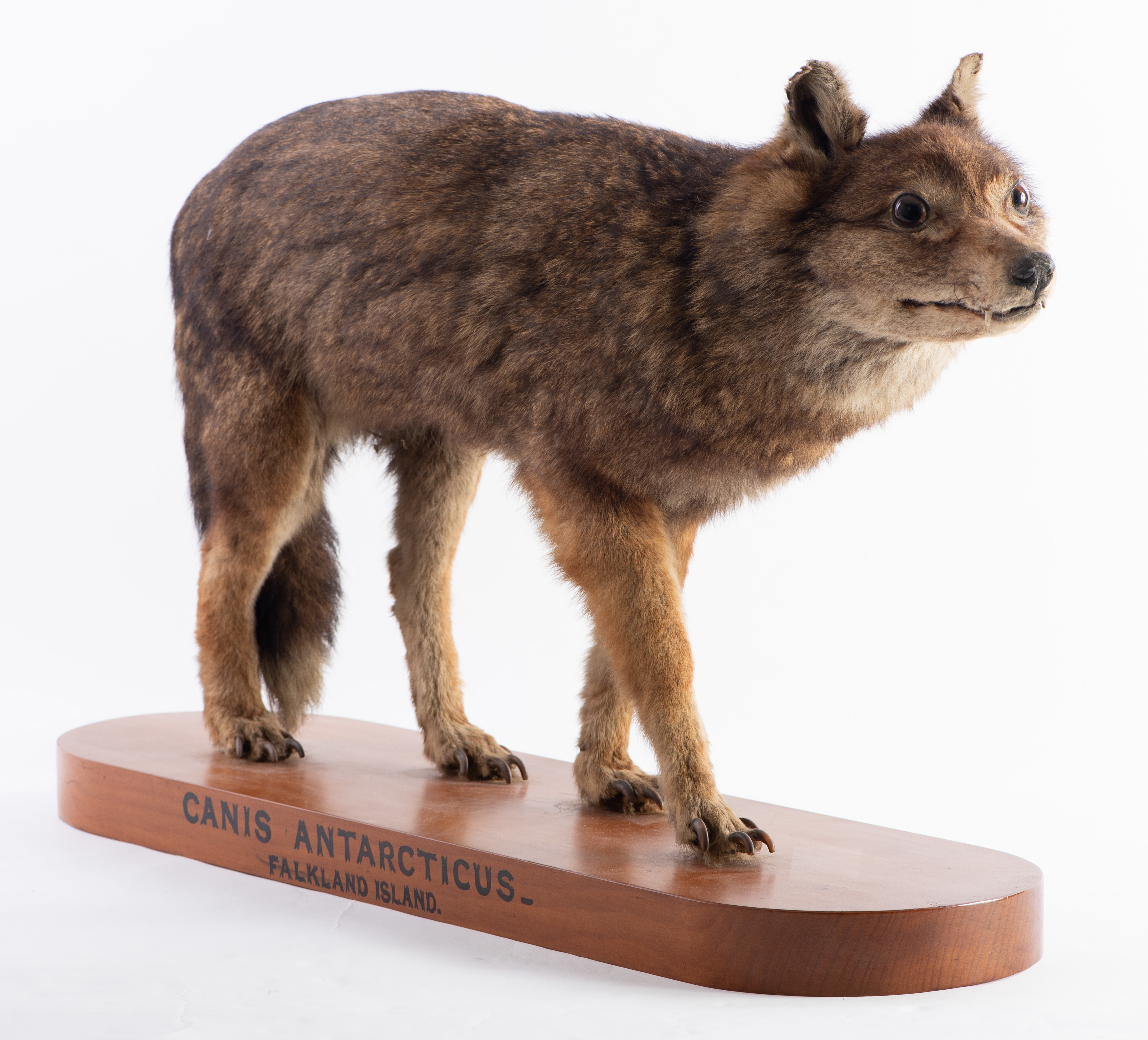
نمونۀ تاکسیدرمی در مجموعه موزۀ اوتاگو
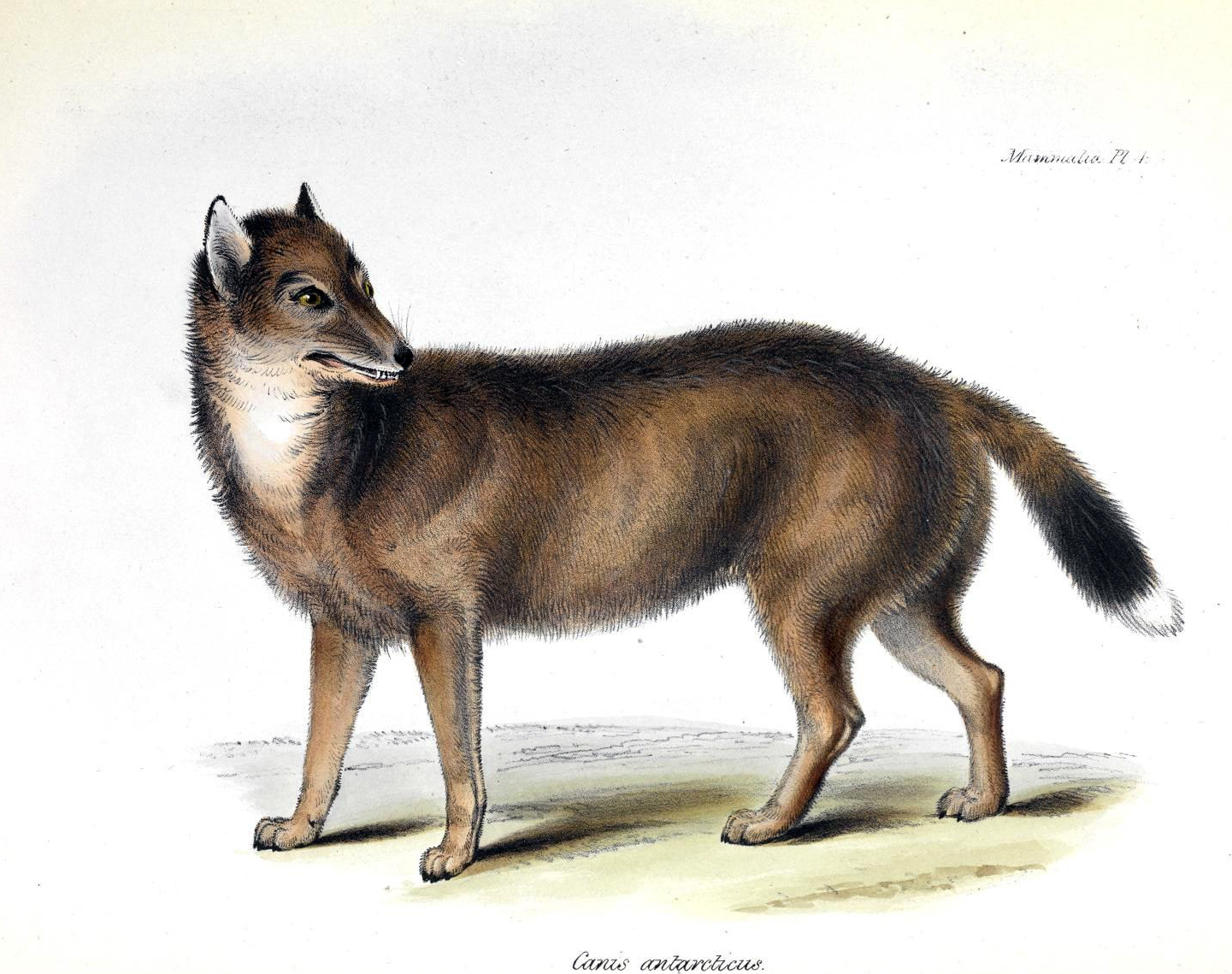
جانورشناسی سفر اچ‌ام‌اس بیگل
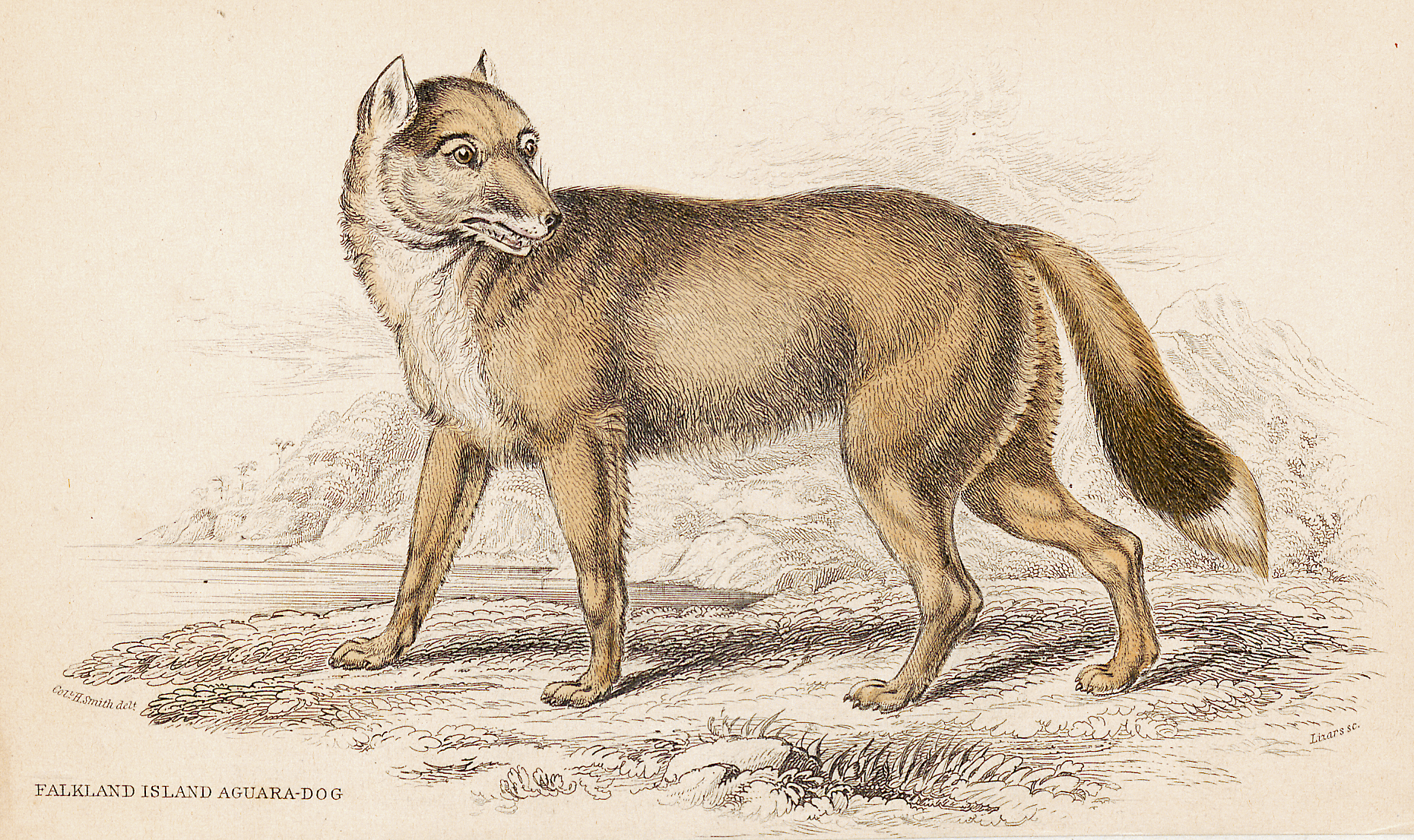
اچ. اسمیت
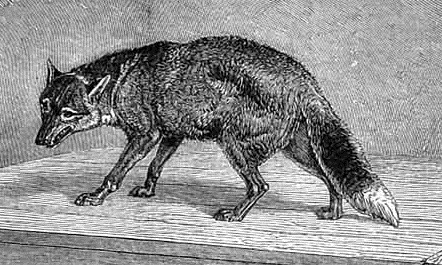
اخبار مصور لندن (۱۸۷۳)

## زیست‌جغرافیا و فرگشت